# Éder Lima (piłkarz)
Éder Lima dos Santos (ur. 5 lutego 1986 w São Vicente) – brazylijski piłkarz występujący na pozycji obrońcy.

## Kariera piłkarska
Od 2010 roku występował w Noroeste, Vila Nova, Santos FC, Oeste, Tianjin Teda, Bragantino, América i Ventforet Kōfu.